# لفائف فيلادلفيا
لفائف فيلادلفيا (بالإنجليزية: Philadelphia roll)‏ هي نوع من السوشي يُصنع من سمك السلمون المدخن او النيء والجبن، والخيار مغلفة بالأرز من الخارج. في بعض الأحيان يُصنع باستخدام السلطعون بدلًا من السلمون، ويمكن أن تحتوي على أنواع أخرى من الأسماك، والخيار، والبصل الأخضر، وبذور السمسم. مثل العديد من لفائف السوشي المستوحاة من المطبخ الغربي،عُدل تصميمها واسمها لتتناسب مع السوق الأمريكي، بما في ذلك وضع الأرز في الخارج و النوري في الداخل لجذب الذوق الغربي.
في شمال غرب المحيط الهادئ، تُعرف لفائف فيلادلفيا غالبًا باسم "لفائف سياتل".